# 동게르만어군
동게르만어군은 게르만어파의 한 어군이다. 이 어군의 언어들은 이것을 쓰고 있던 민족이 중세 초기에 몰락했기 때문에 사멸하고 말았다. 고트어만이 4세기에 울필라스가 번역한 《신약성서》에 그 일부가 남아 있어 옛 게르만어의 모습을 전하고 있다.

## 분류
- 고트어 †사어
  - 크림 고트어 †사어 (18세기에 사멸)
- 반달어 †사어
- 부르군트어 †사어

## 같이 보기
- 북게르만어군
- 서게르만어군
- 발트슬라브어파